# Fillols
Fillols är en kommun i departementet Pyrénées-Orientales i regionen Occitanien i södra Frankrike. Kommunen ligger i kantonen Prades som tillhör arrondissementet Prades. År 2022 hade Fillols 208 invånare.

## Befolkningsutveckling
Antalet invånare i kommunen Fillols
| Referens: INSEE |